# جيليان شوارتز
جيليان شوارتز (بالعبرية: ג'יליאן שוורץ‏) هي منافسة ألعاب القوى إسرائيلية، ولدت في 19 سبتمبر 1979 في إيفانستون في الولايات المتحدة.

## وصلات خارجية
- جيليان شوارتز على موقع الاتحاد الدولي لألعاب القوى (الإنجليزية)
- جيليان شوارتز على موقع الدوري الماسي (الإنجليزية)
- جيليان شوارتز على موقع اللجنة الأولمبية الدولية (الإنجليزية)
- جيليان شوارتز على موقع أوليمبيديا (الإنجليزية)
- جيليان شوارتز على موقع اللجنة الأولمبية والبارالمبية الأمريكية (الإنجليزية)